# Викерс, Джон
Об экономисте см. Викерс, Джон (экономист)
Джон Ви́керс (Jon Vickers), полное имя Джонатан Стюарт Викерс (англ. Jonathan Stewart Vickers; 29 октября 1926, Принс-Альберт, Саскачеван — 10 июля 2015, Онтарио) — канадский оперный певец (тенор). Получил мировую известность благодаря драматизму и убедительности в обрисовке психологически сложных героев (Тристан, Отелло, Эней, Граймс). С 1960-х годов выступал исключительно как героический тенор (heldentenor). Чаще всего появлялся на сцене лондонского театра «Ковент-Гарден».

## Биография и творчество
Родился в городе Принс-Альберт в Саскачеване. Он был шестым ребёнком в семье. Уже в три года, по его собственным воспоминаниям, он пел в церковном хоре на Рождество. Уже к окончанию средней школы у него был сильный устойчивый тенор, и он пел как в церковных хорах, так и в небольших театрах, где исполнял роли в опереттах.
В 1946 году стал помощником менеджера в сетевом магазине, но вскоре певческая карьера заняла все его время. По совету сопрано Мэри Моррисон Викерс отправил запись своего вокала дирижёру и педагогу Этторе Мадзолени, в то время преподававшему в Торонтской музыкальной консерватории, и в 1950 году был зачислен в неё студентом в класс Джорджа Ламберта. Уже в первый год учёбы Викерс солировал в исполнении «Мессии» в Университете Западной Онтарио и на канадской премьере брукнеровского Te Deum в исполнении объединённого хора Торонтской консерватории, а осенью 1951 года исполнял «Мессию» уже с торонтским Мендельсоновским хором. В 1952 году он выиграл молодёжный конкурс Канадского радио.
Несмотря на многочисленные выступления за годы учёбы, по окончании консерватории в 1955 году Викерс не получил ни одного предложения постоянной работы за пределами Канады. Только после того, как он выступил в роли Мужского Хора в «Поругании Лукреции» Бриттена на Стратфордском фестивале и в роли Хосе в постановке «Кармен» в Канадской опере, он получает по рекомендации своей партнёрши по «Кармен» Регины Резник приглашение в Нью-Йорк. Параллельно с ним заключил трехлетний контракт лондонский «Ковент-Гарден». Дебютной ролью в Ковент-Гардене стала для Викерса партия Ричарда в «Бале-маскараде» Верди в январе 1957 года, а после восторженных отзывов критиков последовали роли в «Кармен», «Доне Карлосе» и «Аиде».
За пределами англоязычного мира Викерса прославили роли Энея в «Троянцах» (1957) и Отелло в опере Верди (1958), где его партнёром (в роли Яго) выступал Тито Гобби. После дебютного исполнения партии Зигмунда в «Валькирии» на Байрейтском фестивале Викерса стали называть лучшим интерпретатором этой роли в мире. До конца десятилетия он также пел партию Язона в «Медее» с Марией Каллас в Далласе, затем выступал в Венской опере, в Театре Колон (Буэнос-Айрес) и в Метрополитен-опере. 
Со второй половины 1960-х годов Викерс часто гастролировал соло. В годы наивысшего успеха лишь изредка выступал в родной Канаде, где не могли платить ему достойные гонорары. Среди редких исключений были выступления в 1967 году на Всемирной выставке в Монреале, на открытии Национального центра искусств в Оттаве в 1969 году и на похоронах бывшего премьер-министра Канады Дифенбейкера в 1979 году, а также турне 1977 года по Саскачевану, завершившееся на родине певца в Принс-Альберте.
Начиная с 1960-х в репертуаре исполнителя доминируют «тяжёлые», драматичные партии, написанные для героического тенора. Любимой ролью Викерса была заглавная партия в опере Бриттена «Питер Граймс». В его исполнении этой партии критики отмечали редкую для оперных постановок драматическую компоненту. Необычными были также его интерпретации партий Отелло (которого он называл «Юлием Цезарем Венецианской империи») и Тристана. Викерс долго и продуктивно сотрудничал с Гербертом фон Караяном. Вместе они записывали «Валькирию», «Тристана и Изольду» и «Фиделио», а также снимали телевизионные постановки «Отелло» и «Паяцев». 
Голос Викерса обладал «гранитным» (тёмным, тяжёлым, несколько грубоватым) тембром, баритональной глубиной и чувством величия. Певец придавал огромное значение актёрской составляющей сценических выступлений, используя свои мощные физические данные для создания на сцене неоднозначных образов, далёких от одномерности. Глубоко погружался в проблемные, «тёмные» аспекты своих персонажей, в перипетии их внутренней борьбы. Подчёркивая незыблемость своих христианских убеждений, отказывался исполнять противоречащие им партии (например, Тангейзера). За это его называли «тенором Бога» (англ. God's tenor).
После 1966 года Викерс ограничивает число своих выступлений до 65 в год, остальное время проводя с семьей на ферме в Онтарио. В 1973 году они с семьей переезжают на Бермуды. В 1982 году «Ковент-Гарден» организовал концерт, чтобы отметить 25-летие своего сотрудничества с тенором. Викерс объявил об окончании карьеры в 1988 году. На исходе жизни страдал от болезни Альцгеймера и не появлялся на публике.

## Признание заслуг
Почётный доктор Университета Саскачевана (1963), Университета Гуэлфа (1977), Университета Лаваля (1978), Университета Куинс (1984), Университета Макмастера (1985), Торонтского университета (1986) и Виндзорского университета (1989).
В 1968 году Викерс был произведен в компаньоны Ордена Канады, а в 1985 году стал членом Зала славы великих американских певцов при Академии вокального искусства в Филадельфии. В 1976 году Викерс получил премию Молсона, а в 1978 году стал лауреатом приза газеты Evening Standard в области театрального искусства за роль в «Тристане и Изольде».